# جیمز گیل (هنرمند)
جیمز فرنسیس گیل (انگلیسی: James Francis Gill؛ زادهٔ ۱۹۳۴) هنرمند آمریکایی و یکی از پیشگامان جنبش هنر پاپ است. در سال ۱۹۶۲، موزه هنر مدرن، مریلین تریپتیک اثر او را در مجموعه دائمی خود گنجاند. گیل در اوج کار خود بازنشسته شد. او حدود ۳۰ سال بعد به صحنه هنر بازگشت.

## اوایل زندگی
در سال ۱۹۳۴، گیل در تاهوکا، تگزاس به دنیا آمد و در سن آنجلو، تگزاس بزرگ شد. مادرش که یک طراح دکوراسیون داخلی و کارآفرین بود، او را به انجام کارهای هنری تشویق کرد. در دبیرستان، گیل و برخی از دوستانش یک باشگاه نمایش سوارکاری راه‌اندازی کردند تا اولین رؤیای خود که کابوی بود، را دنبال کنند. گیل در طول خدمت وظیفه خود به عنوان نقشه‌کش کار می‌کرد و پوستر طراحی می‌کرد. در تگزاس، تحصیلات خود را در کالج سن آنجلو ادامه داد و به کار در یک شرکت معماری ادامه داد. در سال ۱۹۵۹، گیل در دانشگاه تگزاس در آستین تحصیل کرد تا پس از آن در طراحی معماری در اودسا کار کند. سپس روی حرفه هنری خود تمرکز کرد.

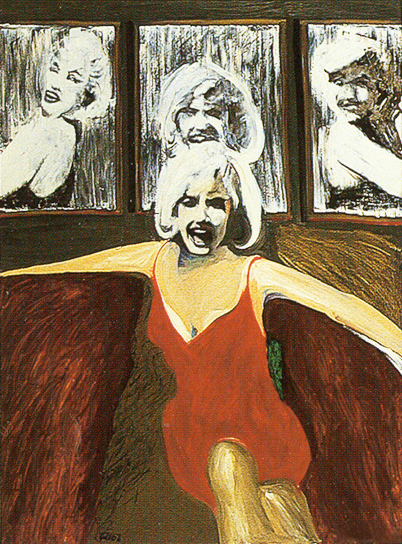
مریلین تریپتیک (۱۹۶۲)

در سال ۱۹۶۲، گیل به لس آنجلس نقل مکان کرد و در چمدان خود آثار هنری متعددی از جمله زنان در اتومبیل را حمل کرد که به گالری فلیکس لاندو ارائه کرد. در نوامبر ۱۹۶۲، موزه هنر مدرن نیویورک – به عنوان هدیه جان دو منیل و دومینیک دو منیل – نقاشی سه قسمتی مرلین مونرو به نام مرلین تریپتیک را به مجموعه خود اضافه کرد. نقاشی او زنان خنده در ماشین و نمای نزدیک میان نقاشی‌های پابلو پیکاسو و اودیلون ردون نشان داده شد.